# 크로스파이어X (비디오 게임)
크로스파이어X(CrossfireX)는 스마일게이트 엔터테인먼트가 2022년 2월 10일 엑스박스 원 및 엑스박스 시리즈 X/S용으로 개발 및 퍼블리싱한 1인칭 슈팅 비디오 게임이다. 크로스파이어 시리즈의 세 번째 작품이다. 레미디 엔터테인먼트는 크로스파이어 HD에서도 사용할 수 있는 게임의 두 가지 싱글 플레이어 캠페인을 작업했다. 이 게임은 비평가들로부터 전반적으로 부정적인 평가를 받았다.
2023년 2월 3일, 스마일게이트는 2023년 5월 18일에 게임이 종료될 것이라고 발표했다.

## 게임플레이
크로스파이어X는 1인칭 슈팅 게임이자 크로스파이어 (온라인 게임)(2007)의 콘솔 버전이었다. 무료 플레이 멀티플레이어 구성 요소는 두 개의 적대적인 민간 군사 세력을 대표하는 두 개의 상대 팀이 목표를 달성하기 위해 게임 모드에서 경쟁하는 카운터-스트라이크 2와 유사하다. 클래식 모드에서는 공격팀이 폭탄을 설치하려고 시도하는 동안 방어팀은 폭탄을 막아야 한다. 모든 플레이어는 표준 무기를 갖추고 있다. 스펙터 모드는 클래식 모드의 변형이지만 공격하는 플레이어는 칼만 장착하고 움직이지 않을 때는 보이지 않는 스펙터이다. 맵의 두 목표 지점에 대한 통제권을 유지하기 위해 두 팀이 싸워야 하는 모던 모드도 있다.
무료 플레이가 아닌 중국 PC용 크로스파이어 HD에서도 볼 수 있는 싱글 플레이어 부분은 여러 작업으로 구성된다. 각 작업에는 여러 에피소드가 포함된다. 출시 시에는 두 가지 작업을 사용할 수 있다. 이 이야기는 블랙 리스트(Black List)와 두 민간 군사 세력인 글로벌 리스크(Global Risk) 간의 글로벌 갈등을 탐구한다.